# Agorasztó Tivadar
Agorasztó Tivadar (Budapest, 1870. szeptember 16. – Budapest, 1945. január 20.) magyar politikus, jogász, országgyűlési képviselő. Az Országos Gyakorlati Közigazgatási Vizsgabizottság elnökhelyettese volt. A budapesti V. kerület Petőfi téri görögkeleti magyar egyházközösség főgondnoka volt. A Társadalmi Egyesületek Szövetsége és a Pest vármegyei Gazdasági Egyesület alelnöke. A Magyar Vöröskereszt Egyesület, a Gazdasági Egyesületek Országos Szövetsége, a Vakokat Gyámolító Országos Egyesület, az Alföldi Közművelődési Egyesület, a Budapesti Mentőegyesület, a Faluszövetség, az Országos Kaszinó és a Tisztviselő Kaszinó választmányi tagja volt. A Pest vármegye lexikonja szerkesztőbizottságának tagja.

## Életpályája
Szülei: Agorasztó Szilárd és Emília voltak. Középiskoláit Budapesten, Szatmáron és Pozsonyban járta ki. A jogot Pozsonyban, Debrecenben és Budapesten végezte el. 1893-ban a budapesti tudományegyetemen államtudományi doktori diplomát kapott. 1893–1896 között Békés vármegye tiszteletbeli aljegyzője, valamint Szatmár szolgabírója volt. 1896–1900 között Pest vármegye al-, és főjegyzője, majd alispánja volt. 1900–1913 között a budapesti községi közigazgatási tanfolyam tanára volt. 1905–1906 között részt vett a nemzeti ellenállásban. 1905–1918 között a Főrendiház tagja volt. 1918. november 25-től feje, vezetője volt az ország első vármegyéjének. 1926-ban a Városok és Vármegyék Országos Mentőegyesületének egyik megszervezője és elnökhelyettese volt. 1929-ben nyugdíjba vonult. 1931–1944 között Pest vármegye törvényhatósági bizottságának örökös tagja, valamint a Felsőház tagja volt.
Sokat tett a Budapest környéki települések infrastruktúrájának fejlesztésében: kórházakat, művelődési és gondozó egyesületeket alapított. Az elsők közt szervezte meg a közigazgatási szakemberek képzését és továbbképzését, kidolgozta ezek tanfolyami tananyagát és a vizsgafeltételeket.

## Művei
- Pestmegye Trianon után I-II. (1930)

## Díjai
- Rákospalota díszpolgára (1923)[2]
- Kalocsa díszpolgára (1926)[3]
- Szentendre díszpolgára (1926)[4]
- a II. osztályú Magyar Érdemkereszt (1929)